# Karaurus

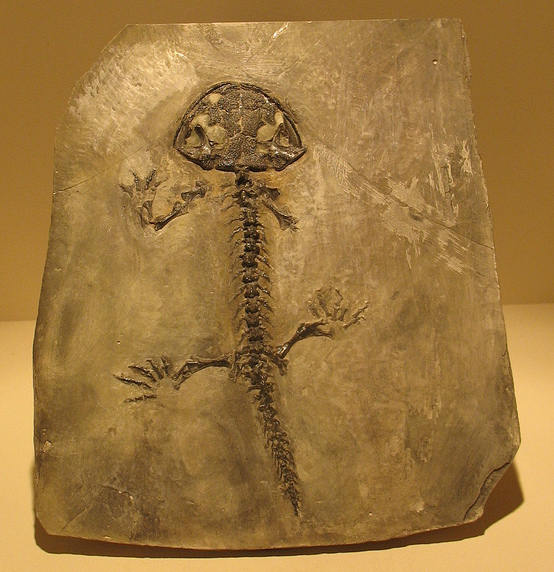
Espécimen fósil

Karaurus shavori es una especie extinta de anfibio caudado que vivió a finales del período Jurásico (Kimeridgiano) en lo que hoy es Kazajistán. Medía aproximadamente 20 centímetros de largo, siendo uno de los caudados más antiguos de los que se tenga registro. El género Karaurus fue nombrado por Ivachnenko (1978), siendo asignado al grupo Karauridae por Carroll (1988).